# مارشترينك
مارشترينك (بالألمانية: Marchtrenk) هي بلدية في منطقة ويلس لاند في ولاية النمسا العليا.